# سانی میبری
سانی مِـیبری (انگلیسی: Sunny Mabrey؛ زادهٔ ۲۸ نوامبر ۱۹۷۵) یک هنرپیشه، کمدین و مانکن اهل ایالات متحده آمریکا است. وی از سال ۱۹۹۸ میلادی تاکنون مشغول فعالیت بوده است.

## گزیدهٔ آثار

### سینما
- مارها در یک هواپیما (۲۰۰۶)
- تریپل اکس: دولت متحد (۲۰۰۵)
- یه چیز دیگه (۲۰۰۵)
- گونه ۳ (۲۰۰۴)
- پسر جدید (۲۰۰۱)

### تلویزیون
- روزی روزگاری (۲۰۱۴)
- مد من (۲۰۰۹)
- قواعد نامزدی (۲۰۰۹)
- کدبانوهای وامانده (۲۰۰۸)
- مانک (۲۰۰۸)
- ثروت بادآورده (۲۰۰۶)
- دکتر هاوس (۲۰۰۵)
- سی‌اس‌آی: میامی (۲۰۰۳)
- آنجل (۱۹۹۹)